# Walter Siegfried
Walter Siegfried (* 21. Februar 1949 in Zofingen) ist ein schweizerischer Aktionskünstler im Grenzbereich zwischen Wissenschaft und Audiokunst.

## Leben
Siegfried verbrachte seine Jugend bis zum Abschluss des Studiums in der Schweiz. Danach wurde er vom Schweizerischen Nationalfonds für eine Forschungsarbeit über Tanz als ästhetisches Verhalten im Max-Planck-Institut für Verhaltensphysiologie in Seewiesen unterstützt. Die in Beauty and the Brain publizierten Ergebnisse der Studie bilden das Fundament für neue Fragen und künstlerische Prozesse. Im Zentrum stehen Irritationen und Aktionen, die über eine gewisse Zeit die Aufmerksamkeit auf alltägliche Phänomene fokussieren.
Siegfried studierte an der Universität Zürich in der Fächerkombination Psychologie, Kunstgeschichte und Philosophie und wurde 1977 mit einer Dissertation zu dem Thema Mensch – Bewegung – Raum promoviert. Danach wurde er zu Lehraufträgen über Wahrnehmung und Tanz an mehrere Universitäten und Akademien eingeladen. Seit 1986 widmet er sich verschiedenen Kunstprojekten und Performances. In den Jahren 1987–2005 war er kontinuierlich Lehrbeauftragter an der Akademie der Bildenden Künste München und an der heutigen ZHdK in Zürich.

### Aktionen
Beginnend mit den Stadttänzern – in München ab 1987 – forscht Siegfried zu Fragen der Kunst im öffentlichen Raum, so etwa im Pilotprojekt Berlin-Gropiusstad't mit Christian Hasucha in Berlin 2003 und im Umfeld von Teutopia (Atelier van Lieshout) auf dem Olympiaberg in München 2004. In RUFEN – einer Arbeit mit Frank Helfrich für die öffentlichen Räume des Gasteig Kulturzentrums, München 2005 – hat er seine Situativen Gesänge zu einer mobilen Gesangsskulptur für mehrere Sänger erweitert. Auch im Rollatorenkonzert – zusammen mit Ruth Geiersberger und Gisela Müller konzipiert – sind mehrere Sänger im öffentlichen Raum unterwegs.
Im Langzeitprojekt tagesschau wurde jeweils live zur aktuellen ARD Nachrichtensendung gesungen.
Das Computer Aided Memory CAM ist einerseits personalisierter Wissensspeicher, andererseits Grundlage für verschiedene Performances: Der singende Bibliothekar 2010, Vom Raum im Raum 2013, WORT KÖRPER 2014 und das Kabinett "Das Denken der Sachen" ab 2020
Seit 2016 Nachbearbeitungen von Filmfragmenten der Situativen Gesänge für Filmabende mit live Gesang.
2018 "Man zählt und schliesst es nicht im Kasten ein." Vortrag mit Gesang. PANCH- Symposium "Archive des Ephemeren" 2. November Kunstmuseum Bern
2022 Das Denken der Sachen. Ein Kabinett.

## Ehrungen
Siegfrieds Arbeiten wurden gefördert und ausgezeichnet von Pro Helvetia, vom Schweizerischen Nationalfonds, vom Siemens Kulturprogramm sowie von der Landeshauptstadt München und dem Aargauer Kuratorium. 1993 war er nominiert für den PRIX UNESCO 1993 in der Sparte "Les nouvelles technologies". 1998 erhielt er den Philip-Morris-Kunstpreis in der Sparte Performance.

## Werke

### Schriften (Auswahl)
- Dance, the Fugitive Form of Art. Aesthetics as Behavior. In: Ingo Rentschler, Barbara Herzberger, David Epstein (Hrsg.): Beauty and the Brain. Birkhäuser, Basel/Boston/Berlin 1988, ISBN 3-7643-1924-0.
- Do We Dance to our Own Tune or are we Commanded to Perform? In: Roger Deldime (Hrsg.): Premier Congrès Mondial de Sociologie du Théatre. Bulzoni, 1988, ISBN 88-7119-024-6, S. 519–526.[14]
- HeimwegFragmente. Katalog zu Ausstellung und Aktion. Protokolle Siemens AG, Berlin und München 1991.[15]
- Die Kabelseele. Ein Kunstkabel von Walter Siegfried mit Geschichten zur Kabelkunst von Rainer Stephan. Katalog zur Ausstellung und zur Mitschneide-Aktion. München 1992.
- Die Dichte der Welt und ihre Rekonstruktion. Bea Voigt Galerie + Edition, München 1993[16]
- Espace sonore et son spatial. A propos des installations acoustiques. In: Dialogue dans le noir. Stiftung Blindenanstalt. Frankfurt/Paris 1994, ISBN 3-9803629-0-6.
- La voix dans les arts plastiques: sur quelques exemples contemporains. In: Voix et création au XXe siècle. Actes du Colloque de Montpellier 26, 27, et 28 janvier 1995. Textes réunis par Michel Collomb. Honoré Champion Éditeur, Paris 1997, ISBN 2-85203-592-8, ISSN 1169-2979.
- tagesschau / Bürgerliche Dämmerung. Dokumentation zweier Kunstaktionen. In: Manuel Schneider, Karlheinz Geißler (Hrsg.): Flimmernde Zeiten. Zeitökologie der Medien. Hirzel, Stuttgart/Leipzig 1999, ISBN 3-7776-0937-4.
- Irritationen wozu? Walter Siegfried im Gespräch mit Prof. Dr. Wolfgang Meister, in der Jubiläumsschrift der GlaxoSmithKlineStiftung. München 2006.
- Dance, Time and Ritualization. Interview von Christa Sütterlin. In: Art as behaviour. BIS-Verlag, Oldenburg 2014, ISBN 978-3-8142-2290-5.
- Stadttanz. Übungen zur Ganzheit. in: ›Gehen in der Stadt‹ Ein Lesebuch zur Poetik und Rhetorik des städtischen Gehens. Herausgeber der Reihe: Johanna Rolshoven, Manfred Omahna, Klara Löffler, Regina Bittner. Jonas Verlag für Kunst und Literatur GmbH, Weimar 2017. ISBN 978-3-89445-546-0.
- DER RISS. Essay zur Performance „in sichtweite klangnah“ 2018